# Бахор (ансамбль)
Ансамбль «Бахор» («Весна») — ансамбль узбекского народного танца, основанный Мукаррам Тургунбаевой в 1957 году, для участия во Всемирном фестивале молодежи и студентов в Москве. Среди организаторов были Мукаррам Тургунбаева, основатель и первый художественный руководитель ансамбля (до 1979 года), а также Б. Алиев и К. Дадаев. Последующие художественные руководители: Кундуз Миркаримова (1979—1988), Равшаной Шарипова (1988-90), Мамура Эргашева (с 1990). Музыкальный руководитель Бахтиёр Алиев (с 1965 года). В 1964 году «Бахор» был удостоен звания «Заслуженный ансамбль Узбекистана». С 1979 году коллективу присвоено имя М. Тургунбаевой.

## Описание
Основу исполнителей ансамбля составляют девушки, окончившие Ташкентское хореографическое училище и Ташкентскую государственную консерваторию. Музыканты ансамбля — выпускники музыкальных школ Узбекистана, а также певцы. Первый состав танцоров (12 девушек): З. Рахматуллаева, Д. Керимова, Н. Атаманова, Т. Юнусова, А. Толаганова, Д. Абдуллаева, Н. Баширова, Э. Расулходжаева, К. Рахматуллаева, Н. Алимбоева. Первый состав музыкантов: Б. Алиев, Р. Хамдамов, Э. Каримов, К. Дадаев, Р. Акбарбеков, О. РизаевС. Тухтасинов, Б. Халиков, К. Носиров, К. Камилов, а также певцы О. Матёкубов, Б. Иоддашев и другие.
В репертуаре ансамбля более 200 сольных и групповых танцев. Ансамбль «Бахор» сочетает в себе достижения современного узбекского танца с многовековой традиционной танцевальной культурой узбекского народа. В коллективе созданы сценические танцы нового содержания на основе историко-этнографических и современных народных танцев. Среди них узбекские классические танцы, такие как «Занг», «Давра», «Катта оюн», «Танавор», «Лазги», «Муноджот». М. Эргашева, Г. Фозильянова, О. Мухамедова, Г. Джораева, Ф. Низомитдинова, Д. Зиёхонова, Р. Низомова, Р. Шарипова, В. Романова, Г. Хамроева, М. Хайдарова, Д. Юнусова, присоединившиеся к ансамблю в конце 1960-х-70-х годах, ещё больше обогатили репертуар ансамбля. «Бахор» обогатил свой репертуар новыми танцами, характерными для разных регионов Узбекистана. Наряду с ферганским, наманганским, андижанским, бухарским, ташкентским, самаркандским, хорезмским танцами в программе ансамбля танцы всех народов Узбекистана и каракалпакского народа.. Танцы, созданные в ферганском стиле, такие как «Весенний вальс», «Диддор», «Ферганский Рубаис», «Гульноз», «Наманганское яблоко», «Андижанская полька», «Пиала», также зрителям интересны такие танцы как «Самаркандские бешкарсаги», «Бухарский круг», «Хорезмский лазгиси», «Сорок девушек», «Нилуфар», «Белое золото», «Дугоналар», «Шухи Пари», «Нозанин», «Букет». Танцевальные сюиты «Пилла», «Пахта байрами», а также «Гульсара», «Наманганча», «Рохат», «Памирский танец» — любимые танцы девушек. Танцевальные танцы «Семь планет», «Самаркандская весна», «Кудаандалар», «Пастух», «Кукла» увеличили разнообразие репертуара ансамбля. В репертуаре коллектива также присутствуют танцы народов мира: индийские, пакистанские, бирманские, японские, корейские, арабские, турецкие, афганские, кубинские, венгерские, вьетнамские, чешские. Многие танцевальные номера ансамбля сопровождаются песнями. Помимо певцов (Ахмаджон Шукуров, Хайрулла Лутфуллаев и другие) девушки также поют с музыкантами. Популярны женские песни «Ин-тизор», «Улок», «Узбегим».
В последующие годы получили известность такие массовые и композиционные танцы ансамбля «Бахор», как «Беш Гузель», «Туена», «Узбекистон кизлари», «Навруз», «Мукаррамаханим уй-наса», «Бахор нашидаси», «Еркалаб», «Узбекистон истиклоли», «Маджнантол». Танцоры ансамбля: Мукаррама Тургунбаева, Галия Измайлова, Гаф-фор Валломатзода, Исохор Окилов, Кундуз Миркаримова, Амина Дильбо-Зий, Адмура Эргашева и другие.

Кажется, будто эти танцы создала сама современная жизнь, ритмы будней, повседневная поступь женщины, её каждодневные деяния, её духовные устремления, её вдохновенный труд…
Ансамбль девушек танцует на фоне мужского ансамбля инструменталистов — в этом тоже высокий смысл, мужчины как бы пропускают женщину вперёд, охраняя и оберегая её.
Сто танцев ансамбля «Бахор» — сто характеров, они — и обобщение, и конкретность, но не конкретность обыденно-житейская, а поэтически-образная, по-особому национальная в этой образности.
— Любовь Авдеева, кандидат искусствоведения, 1979
С 1996 года ансамбль «Бахор» действует в объединении «Узбекракс». В ансамбле участвует 60 человек (2000). В Ташкенте на площади Мустакиллик у ансамбля есть свой концертный зал. Ведущие артисты: Рушана Султонова, Гульнора Низомова, Роза Адамбаева, Елена Тухтаева, Олима Якубова (танцоры), Н. Турахужаев, И. Хамдамов, К. Мирзаев, М. Фозилжонов (созанды), Эркин Рузиматов (хо-нанда). Ансамбль гастролировал в таких странах, как Ливия, Марокко, Йемен, Тунис, Индия, Сингапур, Малайзия, Пакистан, Афганистан, Южная Корея, Япония. Лауреат VI Всемирного фестиваль молодёжи и студентов в Москве (1957), 8-го фестиваля народных танцев в Лейпциге (1971).